# آرپی‌جی-۷

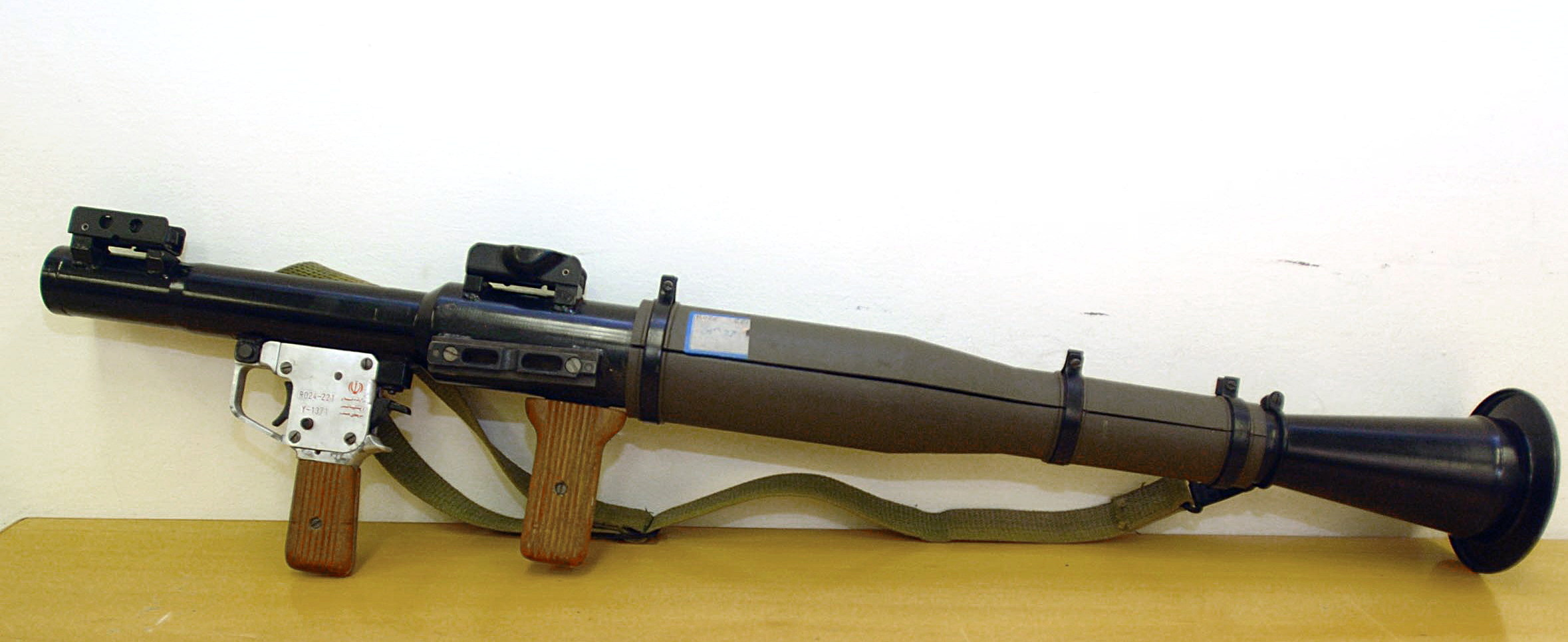
ار پی جی ساخت کارخانه سازمان صنایع دفاع جمهوری اسلامی ایران

آرپی‌جی-۷ (به روسی: РПГ-7) نوعی جنگ‌افزار دوش‌پرتاب ضدتانک بدون لگد است. این راکت‌انداز در اتحاد جماهیر شوروی بر مبنای آرپی‌جی-۲ طراحی شده و از سال ۱۹۶۱ به خدمت ارتش شوروی درآمد. آرپی‌جی-۷ معروف‌ترین سلاح از خانواده سلاح‌های ضدتانک آرپی‌جی است. آرپی‌جی مخفف واژهٔ روسی Ручной Противотанковый Гранатомёт به معنی «نارنجک‌انداز ضدتانک دستی» است.
این سلاح از یک پرتابگر شامل یک لولهٔ فولادی بدون خان با کالیبر ۴۰ میلی‌متری و طول ۹۵٫۳ م‌م تشکیل می‌شود و مهمات آن یک راکت است که در جلوی آن قرار داده می‌شود به‌طوری‌که سر جنگی راکت بیرون از پرتابگر قرار می‌گیرد. انواع مختلفی از مهمات برای این سلاح ساخته شده که بین ۴۰ تا ۱۰۵ م‌م قطر و ۲ تا ۴٫۵ کیلوگرم وزن دارند. این سلاح در اصل به عنوان یک سلاح ضدتانک برای نیروهای پیاده‌نظام طراحی شده و می‌توانج از آن برای مبارزه با هدف‌های زره‌پوش دیگر مانند توپ‌های خودکششی و نفربرهای زرهی و همچنین به عنوان یک سلاح ضد نفر و ضد سنگر استفاده کرد.
سادگی، استحکام، ارزانی و تأثیرگذاری باعث شده تا آرپی‌جی-۷ بیش از هر سلاح ضدزره دیگری مورد استفاده قرار گیرد و تقریباً در تمام جنگ‌هایی که از دهه ۱۹۶۰ تاکنون اتفاق افتاده به کار رود. نیروهای مسلح حدود ۴۰ کشور از این سلاح استفاده کرده و نیروهای چریکی نیز علاقه خاصی به آن دارند. نه کشور مدل‌های مختلفی از این سلاح را تولید کرده‌اند و تولید آن در روسیه در شرکت بازالت همچنان ادامه دارد. مدلی که هم‌اکنون در روسیه تولید می‌شود آرپی‌جی-۷وی۲ نام دارد و قادر است مهمات استاندارد، مهمات ضدتانک شدیدالانفجار خرج تهی با سر جنگی دوتایی، مهمات شدیدالانفجار/ترکش‌دار و مهمات ترموباریک را شلیک کند و یک ابزار نشانه‌روی همراه با دوربین ۲٫۷ برابر بزرگنمایی برای شلیک مهمات دوربردتر نیز بر روی آن قابل نصب است. مدل مشابهی نیز برای نیروهای هوابرد تولید می‌شود که تفاوت آن در قابلیت دوتکه‌شدن برای حمل‌ونقل آسانتر است.

## مشخصات کلی
- کالیبر راکت انداز ۴۰ میلی‌متر
- کالیبر راکت ۸۵ میلی‌متر
- طول راکت انداز ۶۶ سانتیمتر

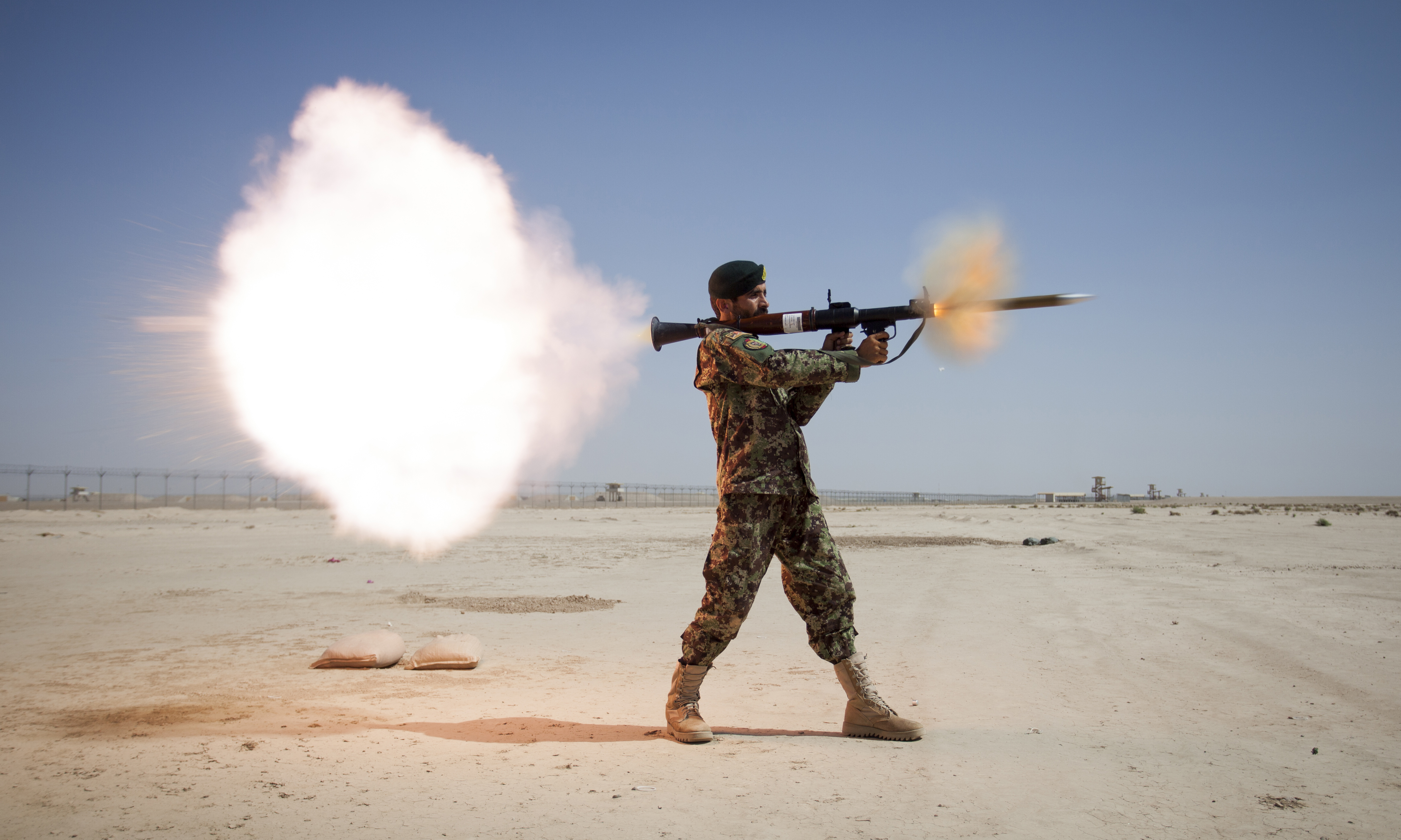
یک سرباز افغان در حال شلیک آموزشی آر پی جی ۷

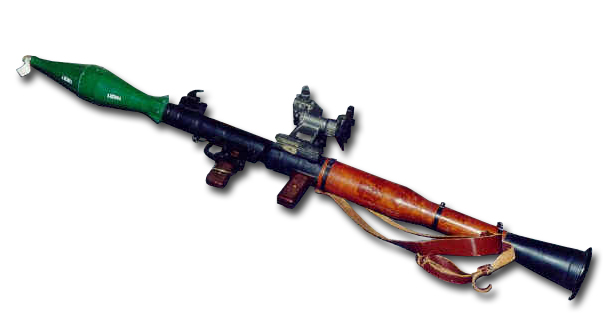
یک آر پی جی هفت

- طول راکت بدون خرج باروتی ۶۴ سانتی‌متر
- طول راکت کامل ۵/۹۲ سانتیمتر
- سرعت اولیه راکت ۱۲۰ متر در ثانیه
- حداکثر سرعت راکت ۳۰۰ متر ثانیه
- نواخت تیراندازی عملی با توجه به مهارت راکت انداز ۴ الی ۲ تیر در دقیقه
- حداکثر برد ۵۰۰ متر
- برد مؤثر ۳۳۰ متر
- وزن راکت انداز با دوربین ۶۳۰۰ گرم
- وزن راکت کامل ۲۲۰۰ گرم
- وزن کیسه حمل راکت بادو عدد راکت و متعلقات ۷۱۰۰ گرم
- وزن کیسه راکت با سه عدد راکت ۹۳۰۰ گرم

## مشخصات دستگاه نشانه روی
- بزرگنمایی ۷/۲ برابر
- میدان دید دوربین در سمت ۱۳ درجه
- منطقه خطر عقب ۳۰ متر

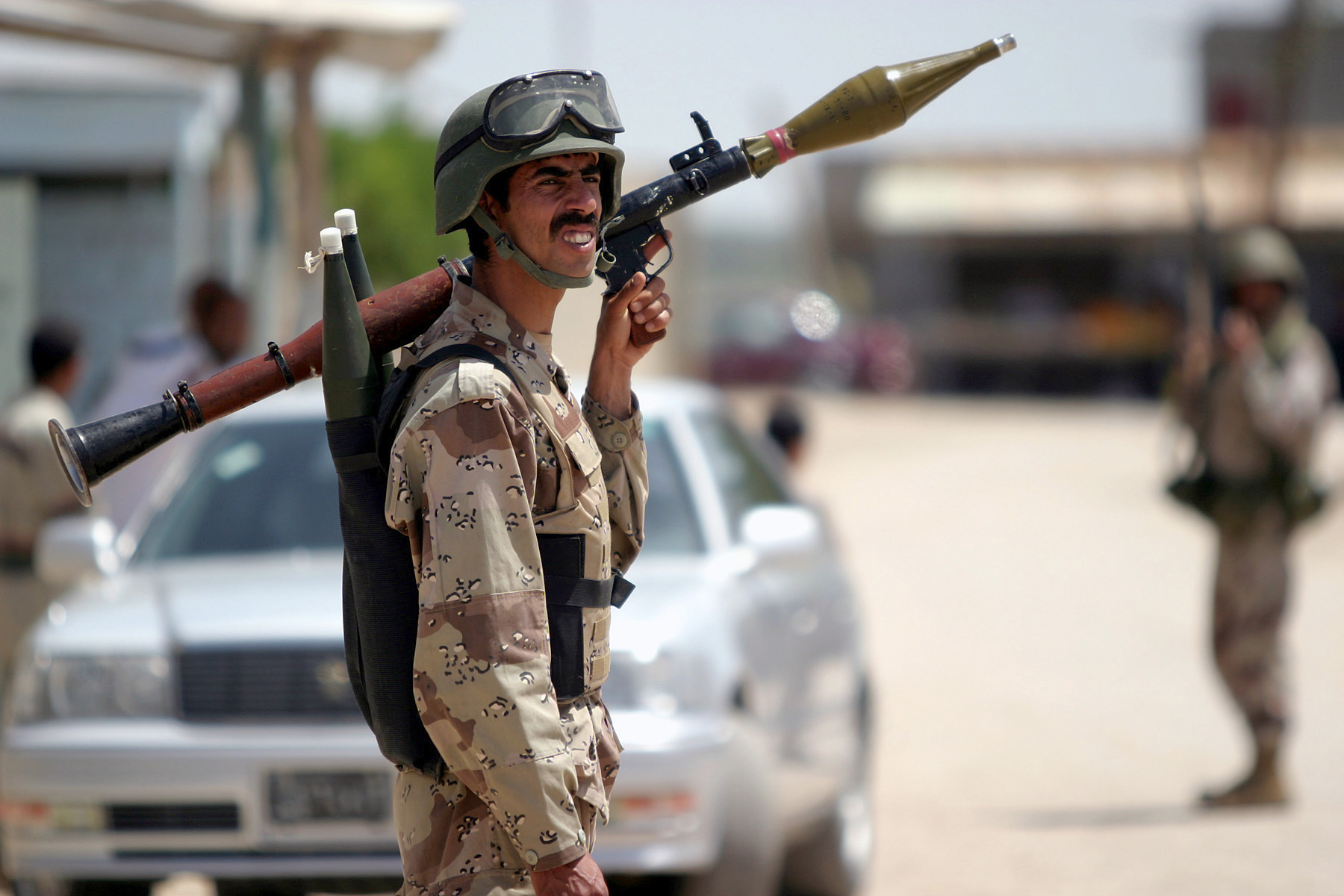
یک سرباز نیروهای امنیتی عراق که یک آرپی‌جی-۷ را بر شانه خود حمل می‌کند.

- فاصله بین خطوط مجاور داخل دوربین (برد) ۱۰۰ متر
- فاصله خطوط مجاور داخل دوربین (سمت) ۱۰ میلیم
- تقسیمات برد ۲۰۰ الی ۵۰۰ متر
- تقسیمات در سمت ۵۰+ و ۵۰- میلیم
- قابلیت تنظیم دوربین از لحاظ برد و سمت ۸ میلیم
- ارتفاع دوربین ۱۸ سانتی‌متر
- طول دوربین با حافظ لاستیکی چشمی ۱۴ سانتی‌متر
- عرض دوربین ۶۲ میلی‌متر
- وزن دوربین ۵۰۰ گرم
- وزن دوربین با درپوش و متعلقات ۹۵۰ گرم
- دو نوع دستگاه نشانه روی وجود دارد:

۱- مکانیکی (مگسک) ۲- اپتیکی (دوربین)
- دسگاه نشانه روی مکانیکی دارای دو قسمت می‌باشد:

۱- مثبت + و دیگری منفی - که هرکدام کار خاص خود را انجام می‌دهند.
- مثبت +: در زمانی که دمای هوا بالای صفر باشد از داخل مگسک علامت را مثبت کرده و شلیک را آغاز می‌کنیم.
- منفی -: در زمانی که دمای هوا زیر صفر باشد یا باد شدید از روبرو بوزد از داخل مگسک علامت را منفی کرده و شلیک می‌کنیم. (در هوای زیر صفر به‌دلیل عدم عملکرد کامل خرج موشک و افت نسبی موشک باید کمی سلاح را بالاتر گرفت به همین دلیل منفی روی مگسک کمی ارتفاع بیشتری می‌گیرد)

## بخش‌های اصلی موشک‌انداز
- لوله با سایت مکانیکی
- قبضه، مسلح‌کننده و ضامن دستگاه ضارب
- قبضه پشتی
- روپوش لوله
- خروجی شیپوری شکل

## بخش‌های مختلف مهمات موشک‌انداز
- سر راکت با خرج نفوذکننده گود و خرج تخریب
- ماسوره
- خرج پرواز
- خرج پرتاب
- پره‌ها

## مراحل کار راکت انداز

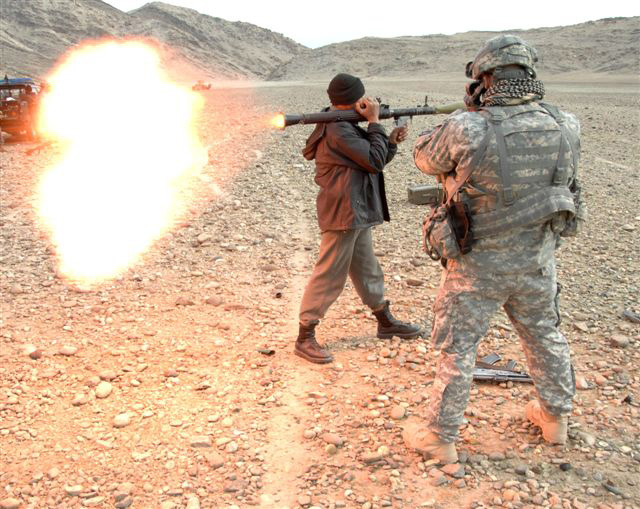
یک مأمور پلیس ملی افغانستان در حال شلیک آرپی‌جی-۷ در یک میدان تیر آموزشی

راکت بوسیله خرج باروتی پرتاب می‌شود و پس از چند لحظه بعد از پرتاب خرج پرواز به کار میفتد و سرعت راکت را افزایش می‌دهد. در این هنگام پره‌ها باز شده و موجب تثبیت پرواز راکت می‌شود. بعد از برخورد با هدف زره‌ای، خرج نفوذکننده فعال شده و با ایجاد منطقه متمرکز گازهای داغ موجب ذوب شدن زره می‌گردد؛ و پس از نفوذ راکت به درون زره خرج تخریب با انفجار خود موجب تخریب زره پوش می‌گردد. (در هنگام شلیک راکت وجود نفرات در پشت تیرانداز در فاصله زیر ۳۰ متر برای افراد بسیار خطرناک است)
جهت قرار دادن راکت در هیچ زمانی قسمت انتهای موشک انداز را روی زمین قرار نداده زیرا با قرار دادن موشک امکان شلیک وجود دارد
طرز قرار دادن راکت در موشک انداز:
۱ - دست راست را از آرنج شکسته یعنی به صورت L و با دست چپ راکت را گرفته و آن را به داخل موشک انداز قرار می‌دهیم در ضمن سر موشک انداز هرگز به سمت زمین نباشد.
همچنین می توان با آر پی چی ۷ موشک  یاسین-۱۰۵ را پرتاب کرد

## طرز کار راکت
بعد از ضربه‌زدن سوزن بر روی چاشنی، خرج باروتی پرتاب به کار افتاده و با تولید گازهایی که در نتیجه اشتعال باروت سریع‌سوز خرج پرتاب تولید می‌گردد. راکت با سرعت اولیه ۱۲۰ متر در ثانیه به بیرون از راکت انداز پرتاب می‌شود. پس از خارج‌شدن راکت از لوله راکت‌انداز پرّه‌های دم راکت باز شده و با ایجاد حرکت دورانی موجب تثبیت حرکت راکت می‌گردد. پس از پرتاب ماسوره خرج پرواز به صورت خودکار فعّال شده و در فاصله‌ای که برای تیرانداز بی‌خطر باشد خرج پرواز را به کار می‌اندازد. در نتیجه خروج گازهای خرج پرواز سرعت راکت افزایش یافته و به حدود ۳۰۰ متر در ثانیه می‌رسد. در لحظه اصابت به هدف، ماسورهٔ راکت موجب تولید الکتریسیته شده و خرج نفوذکننده را فعّال می‌نماید سپس موجب انفجار خرج تخریب می‌گردد.

## ایمنی راکت
جهت افزایش ایمنی راکت در صورت اصابت نکردن به هدف، ماسوره سلاح به گونه‌ای طراحی شده‌است که به‌طور خودکار پس از ۶ الی ۸ ثانیه راکت را به‌طور خودکار منهدم می‌کند.